# Stazione di Higashi-Tokorozawa
La stazione di Higashi-Tokorozawa (東所沢駅?, Higashi-Tokorozawa-eki) è una stazione ferroviaria situata della città di Tokorozawa nella prefettura di Saitama, ed è servita dalla linea Musashino della JR East.

## Servizi ferroviari
East Japan Railway Company
■ Linea Musashino

## Struttura
La stazione è dotata di due marciapiedi a isola serventi quattro binari situati in trincea. Il fabbricato viaggiatori è al livello del terreno.
| 1-2 | ■ Linea Musashino | per Nishi-Kokubunji e Fuchū-Hommachi              |
| 3-4 | ■ Linea Musashino | per Musashi-Urawa, Shin-Matsudo e Nishi-Funabashi |

## Stazioni adiacenti
| «               | Servizio        | »               |
| Linea Musashino | Linea Musashino | Linea Musashino |
| --------------- | --------------- | --------------- |
| Shin-Akitsu     | Locale          | Niiza           |